# Tom Moore (acteur)
Pour les articles homonymes, voir Tom Moore, Thomas Moore et Moore.
Ne doit pas être confondu avec le militaire et philanthrope Tom Moore.
Tom Moore est un acteur et réalisateur américain d'origine irlandaise, né le 1er mai 1883 à Fordstown Crossroads (comté de Meath, Irlande), mort le 12 février 1955 à Santa Monica (Californie).

## Biographie
Thomas J. Moore naît en Irlande en 1893.
Émigré aux États-Unis à l'âge de 13 ans, en 1896, Tom Moore débute au cinéma dans quelques courts métrages réalisés par D. W. Griffith, sortis en 1908 et 1909, dont The Christmas Burglars (1908, avec Florence Lawrence) et L'Âme du violon (1909, avec Arthur V. Johnson). Parmi ses autres films muets américains (majoritairement des courts métrages jusqu'en 1916), citons The Primrose Ring de Robert Z. Leonard (1917, avec Mae Murray), Tricheuse d'Allan Dwan (1924, avec Gloria Swanson) et Les Feux de la rampe de Monta Bell (1925, avec Zasu Pitts).
En outre, il est la vedette de dix-sept courts métrages qu'il réalise, sortis en 1914 et 1915.
Un de ses premiers films parlants est Le Dernier Voyage de Malcolm St. Clair (1929), où il partage la vedette avec ses frères Owen Moore (1886-1939) et Matt Moore (1888-1960).
Quasiment retiré après six films sortis en 1936 (dont À vos ordres, Madame de J. Walter Ruben, avec Robert Montgomery et Rosalind Russell), il tient toutefois encore des petits rôles — le plus souvent non crédités — à partir de 1946, notamment dans Ambre d'Otto Preminger (1947, avec Linda Darnell et Cornel Wilde).
Son ultime film est Dans les bas-fonds de Chicago de Joseph M. Newman (avec Gary Merrill et Jan Sterling), sorti le 3 octobre 1954, quatre mois avant sa mort.
Tom Moore contribue également à trois séries télévisées au début des années 1950, dont The Adventures of Wild Bill Hickok (en) (un épisode, 1953).
Au théâtre enfin, il joue à Broadway dans deux pièces, la première en 1923. La seconde est Elle s'abaisse pour vaincre (en) d'Oliver Goldsmith, représentée de fin décembre 1949 à début janvier 1950 (avec entre autres Brian Aherne, Royal Dano, Burl Ives et Ezra Stone).
Depuis 1960, pour sa contribution au cinéma, une étoile lui est dédiée sur le Hollywood Walk of Fame.
Marié trois fois, ses deux premières épouses sont successivement Alice Joyce (de 1914 à 1920) et Renée Adorée (de 1921 à 1924).

## Filmographie

### Acteur
Cinéma (sélection)

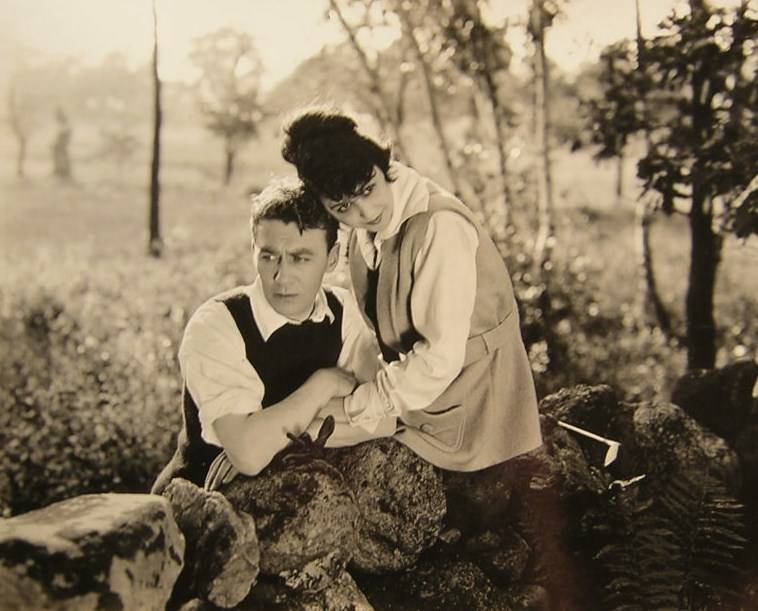
Moore et Lucy Fox, dans Just for Tonight (1918, photo promotionnelle).

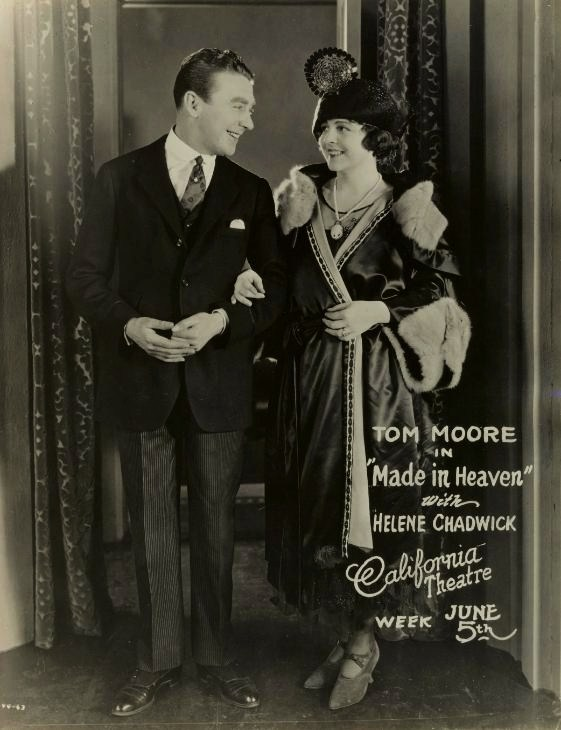
Moore et Helene Chadwick, dans Made in Heaven (1921, photo promotionnelle).

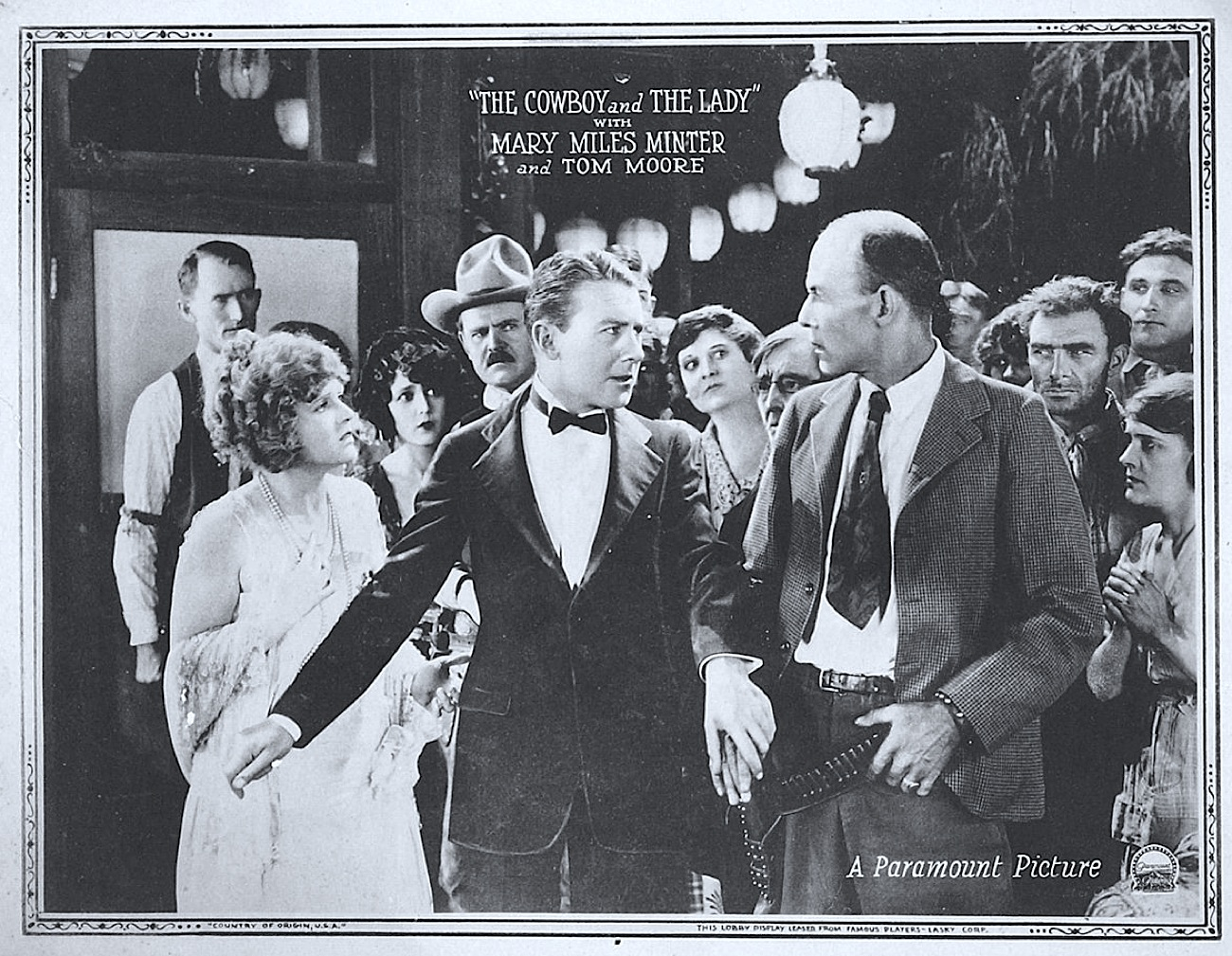
Moore et Mary Miles Minter (à g.), dans Le Mystérieux Coupable (1922, affiche publicitaire).

- 1908 : The Christmas Burglars de D. W. Griffith : Un client
- 1908 : The Helping Hand de D. W. Griffith : L'homme au bureau / Un invité au mariage
- 1909 : Les Remords de l'alcoolique (A Drunkard's Reformation) de D. W. Griffith : Un membre du public
- 1909 : L'Âme du violon (The Voice of the Violin) de D. W. Griffith : Un domestique
- 1912 : The Finger of Suspicion de Ralph Ince : Robert Wallace
- 1914 : The Judge's Wife de William Desmond Taylor : M. Johnson
- 1917 : The Primrose Ring de Robert Z. Leonard : Bob MacLean
- 1917 : El Jaguar (The Jaguar's Claws) de Marshall Neilan : Phil Jordan
- 1918 : Go West, Young Man de Harry Beaumont : Dick Latham
- 1918 : Entre l'amour et l'amitié (Brown of Harvard) de Harry Beaumont : Tom Brown
- 1918 : Just for Tonight de Charles Giblyn : Theodore Whitney Jr.
- 1918 : Le Mystérieux Héritage d'Arabella Flynn (Dodging a Million) de George Loane Tucker : Jack Forsythe
- 1918 : The Danger Game de Harry A. Pollard : Jimmy Gilpin
- 1918 : The Floor Below de Clarence G. Badger
- 1919 : Le Joyeux Lord Quex (The Gay Lord Quex) de Harry Beaumont : Marquis de Quex
- 1919 : La Fleur enchantée (Heartsease) de Harry Beaumont
- 1920 : Au voleur ! (Stop Thief) de Harry Beaumont : Jack Dougan
- 1920 : Adieu, whisky ! (The Great Accident) de Harry Beaumont : Wint Chase
- 1921 : Made in Heaven de Victor Schertzinger : William Lowry
- 1921 : Hold Your Horses d'E. Mason Hopper : Daniel Canavan
- 1922 : Le Mystérieux Coupable (The Cowboy and the Lady) de Charles Maigne : Teddy North
- 1922 : Mr. Barnes of New York de Victor Schertzinger : M. Barnes
- 1923 : Son grand frère (Big Brother) d'Allan Dwan : Jimmy Donovan
- 1923 : The Harbour Lights de Tom Terriss (film britannique) : Lieutenant David Kingsley
- 1924 : Coureur de dot (Dangerous Money) de Frank Tuttle : Tom Sullivan
- 1924 : Tricheuse (Manhandled) d'Allan Dwan : Jim Hogan
- 1924 : One Night in Rome de Clarence G. Badger : Richard Oak
- 1925 : Une affaire mystérieuse (On Thin Ice) de Malcolm St. Clair : Charles White
- 1925 : Lorsqu'on est trois (The Trouble with Wives) de Malcolm St. Clair
- 1925 : A Kiss for Cinderella d'Herbert Brenon : Le policier
- 1925 : Les Feux de la rampe (Pretty Ladies) de Monta Bell : Al Cassidy
- 1925 : L'Aventure (Adventure) de Victor Fleming : David Sheldon
- 1926 : Good and Naughty de Malcolm St. Clair : Gerald Gray
- 1926 : La Reine du jazz de Richard Wallace
- 1926 : The Clinging Vine de Paul Sloane : Jimmie Bancroft
- 1926 : The Song and Dance Man d'Herbert Brenon : « Happy » Farrell
- 1927 : Frisson d'amour (The Love Thrill) de Millard Webb : Jack Sturdevant
- 1927 : La Danseuse de minuit (Cabaret) de Robert G. Vignola : Tom Westcott
- 1927 : Supplice de femme (The Siren) de Byron Haskin
- 1928 : Un cœur à la traîne (Anybody Here Seen Kelly?) de William Wyler : Pat Kelly
- 1929 : Le Dernier Voyage de Malcolm St. Clair : Jimmy O'Farrell
- 1930 : The Costello Case de Walter Lang : Mahoney
- 1931 : The Last Parade d'Erle C. Kenton : Mike O'Dowd
- 1932 : Men Are Such Fools de William Nigh : Tom Hyland
- 1933 : Neighbors' Wives de B. Reeves Eason : John McGrath
- 1933 : Mr. Broadway de Johnnie Walker : lui-même
- 1934 : Bombay Mail d'Edwin L. Marin : Le chirurgien civil
- 1936 : Robin des Bois d'El Dorado (The Robin Hood of El Dorado) de William A. Wellman : Shérif Hannan
- 1936 : Reunion de Norman Taurog : Dr Richard Sheridan
- 1936 : À vos ordres, Madame (Trouble for Two) de J. Walter Ruben : Major O'Rook
- 1936 : Ten Laps to Go d'Elmer Clifton : M. Corbett
- 1946 : Behind Green Lights d'Otto Brower : Metcalfe
- 1947 : Ambre (Forever Amber) d'Otto Preminger : Killigrew
- 1948 : La Proie (Cry of the City) de Robert Siodmak : Un docteur
- 1948 : Bagarre pour une blonde (Scudda Hoo! Scudda Hay!) de F. Hugh Herbert : Juge Stillwell
- 1948 : La Femme aux cigarettes (Road House) de Jean Negulesco : Un chef d'équipe
- 1951 : Tête d'or et Tête de bois (The Redhead and the Cowboy) de Leslie Fenton : Gus
- 1952 : Le Cran d'arrêt (The Turning Point) de William Dieterle : Le propriétaire du drugstore
- 1954 : Dans les bas-fonds de Chicago (The Human Jungle) de Joseph M. Newman : Un témoin du meurtre

Séries télévisées (intégrale)
- 1952 : Hollywood Opening Night, saison 2, épisode 5 Welcome Home, Stranger : rôle non spécifié
- 1953 : The Adventures of Wild Bill Hickok, saison 4, épisode 11 The Avenging Gunman de William Beaudine : Juge Porter
- 1954 : Schlitz Playhouse of Stars, saison 4, épisode 1 The Secret : Dick Monroe

### Réalisateur
(courts métrages, également acteur ; intégrale)
- 1914 : The Mad Mountainer : Jim
- 1914 : His Inspiration : Franz
- 1914 : The Girl and the Explorer : Thomas Carlton
- 1914 : The Prodigal : Howard Gordon
- 1914 : The Black Sheep : Joe Clark
- 1915 : The Adventure at Briarcliff : Le voyageur
- 1915 : The Cabaret Singer : George Randall
- 1915 : The Secret Room : Dr Wayne
- 1915 : The First Commandment : Walter Marshall
- 1915 : Poison : Jack Webb
- 1915 : The Girl and the Bachelor : George Blandon
- 1915 : The Third Commandment : John Roth
- 1915 : The Black Ring : Jack Baldwin
- 1915 : Prejudice : Révérend Gregory Lowell
- 1915 : The Seventh Commandment : Dick Wallace
- 1915 : In Double Harness : Thomas Manning
- 1915 : The Legacy of Folly : Clement Scott

## Théâtre à Broadway
- 1923 : The Cup de William J. Hurlbut : Eddie
- 1949-1950 : Elle s'abaisse pour vaincre (She Stoops to Conquer) d'Oliver Goldsmith, mise en scène de Morton DaCosta : Jimmy